# .travel
.travel ist eine generische Top-Level-Domain (gTLD), die von der Tralliance Registry Management Company mit Sitz in Fort Lauderdale betrieben wird. Sie wurde am 27. Juli 2005 als eine der ersten generischen Endungen eingeführt, die von einem Sponsor verwaltet werden. Die erste jemals registrierte Adresse unterhalb dieser gTLD war travel.travel, welche durch die Vergabestelle betrieben wird.

## Zielgruppe
Die Top-Level-Domain ist im Unterschied zu .com, .net, .org und anderen Adressen nicht für jedermann, sondern nur für Personen und Organisationen der Reisebranche verfügbar. Dazu gehörten zum Beispiel Fluggesellschaften, Hotels, Freizeitparks, Casinos, Fähren oder Restaurants, aber auch Städte und Gemeinden als Reiseziel selbst. Bei der Bestellung einer .travel-Domain muss der Inhaber seinen Bezug zur Endung nachweisen.
Aufgrund der hohen Anforderungen und sehr speziellen Zielgruppe wurde .travel immer wieder kritisiert, Experten sahen keine Notwendigkeit für diese Domain. Das geringe Interesse an .travel hat 2007 dazu geführt, dass der Betreiber in finanzielle Schwierigkeiten gekommen ist, von denen er sich aber mittlerweile wieder erholt hat.

## Eigenschaften
Insgesamt darf eine .travel-Domain zwischen drei und 63 Zeichen lang sein, die Verwendung von internationalisierten Domainnamen ist derzeit nicht möglich. Ob und wann diese eingeführt wird, ist derzeit (Stand: 10/2012) noch nicht ersichtlich. Die Konnektierung einer Domain erfolgt in der Regel innerhalb von 24 Stunden.